# Giuseppe Baldini
Giuseppe Baldini (* 11. März 1922 in Russi; † 26. November 2009 in Genua) war ein italienischer Fußballspieler und -trainer. Während seiner aktiven Laufbahn war er bei verschiedenen Vereinen aktiv und absolvierte zudem ein Länderspiel für die italienische Fußballnationalmannschaft. Er spielte auf der Position eines Flügelstürmers.

## Karriere
Zur Saison 1939/40 wechselte Giuseppe Baldini von der US Città di Pontedera zum damaligen Serie-A-Verein AC Florenz. In der Saison 1939/40 gewann er mit der AC Fiorentina die Coppa Italia. Auf die Saison 1942/43 wechselte Baldini dann zu Ambrosiana-Inter.

## Erfolge
- Coppa Italia: 1939/40